# Club life
Tiësto’s Club Life — это еженедельное радиошоу Tiësto, которое выходит в эфир на одной из крупнейших радиостанций Нидерландов, Радио 3FM (с мая 2015 года - Радио 538). Шоу транслируется с апреля 2007 года каждую субботу вечером в 00:00 (по местному времени). Шоу также часто транслируется на спутниковом радиоканале Sirius Xm. Оригинальное название шоу Club Nouveau (Клаб Нуво; что в переводе «Клуб Модерн»), под которым оно выходило в эфир первые пять раз, но было переименовано в Club Life.
Шоу делится на 2 части. Первый час — это микс, состоящий из актуальных хитов, второй час — Tiësto играет самую разнообразную музыку от minimal до house и trance. Шоу также включает эксклюзивные релизы от собственного лейбла Tiësto, Musical Freedom .
Бесплатный подкаст публикуется в ближайший понедельник на iTunes и Zune Marketplace без рубрики «15 минут славы».

## Время выхода в эфир в различных странах
- 13:00 — Запад США
- 14:00 — Горы США
- 15:00 — Центр США
- 16:00 — Восток США, Южная Америка & Карибы
- 21:00 — Великобритания
- 22:00 — Нидерланды, Германия, Франция и Польша
- 22:00 — Чешская республика
- 00:00 — Россия (Внимательно просмотрите точное время выходов на радио Рекорд)

## Традиционные рубрики

### Tiësto’s Classic
Tiësto выбирает треки, которые, как он считает, являются выдающимися в мире транса

## Особые Эпизоды
- Эпизод 004: Первый час Tiësto Live @ Alexandra Palace — Лондон, Великобритания (20-04-2007).
- Эпизод 008: Первый час Tiësto Live @ King’s Hall — Белфаст, Ирландия (31-03-2007).
- Эпизод 013: Первый час Tiësto Live @ The Point — Дублин, Ирландия (16-06-2007).
- Эпизод 017: Первый час Tiësto Live @ Центр «Экспо» — Киев, Украина (23-06-07).
- Эпизод 023: In Search of Sunrise 6 special.
- Эпизод 039: End of the Year 2007 mix.
- Эпизод 062: In Search of Sunrise 7 special.
- Эпизод 063: In Search of Sunrise (series) special.
- Эпизод 078: Первый час Tiësto Live @ Mysteryland — Хаарлеммермеер, Нидерланды (23-08-2008).
- Эпизод 079: Второй час Tiësto Live @ Mysteryland — Хаарлеммермеер, Нидерланды (23-08-2008).
- Эпизод 082: Первый час Tiësto Live с закрытой вечеринки @ Privilege Ibiza — Сан Рафаэль, Ивиса, Испания (22-09-2008).
- Эпизод 083: Второй час Tiësto Live с закрытой вечеринки @ Privilege Ibiza — Сан Рафаэль, Ивиса, Испания (22-09-2008).
- Эпизод 084: Black Hole Recordings special.
- Эпизод 091 (Часть 1): End of the Year 2008 mix.
- Эпизод 091 (Часть 2): End of the Year 2008 mix, Part 2.
- Эпизод 100: 100th Episode — Fan’s Choice
- Эпизод 111: 1 час Live @ Queensday Museumplein Amsterdam NL (30-04-2009)
- Эпизод 129: Live от Creamfields 2009
- Эпизод 144: Любимые треки фанатов 2009 года

## Награды
- 2009 Международной премии в области танцевальной музыки (International Dance Music Awards — IDMA): «Лучшее подкаст-шоу»